# وراندول
وراندول (به صربی: Vrandol) یک منطقهٔ مسکونی در صربستان است که در بلا پالانکا واقع شده‌است. وراندول ۳۷۲ نفر جمعیت دارد.